# Дом мастера
«Дом мастера» (англ. Eisenstein: The Master’s House, нем. Eisenstein - Das Haus des Meisters) — документальный фильм, посвященный 100-летию со дня рождения кинорежиссера Сергея Эйзенштейна (1898—1948) и 50-летию со дня его смерти.

## Сюжет
Сергей Эйзенштейн вырос в дореволюционной роскоши, был студентом Петроградского инженерно-строительного института. В Петрограде заинтересовался Шопенгауэром, Ницше, театром, но только после Октябрьской революции смог реализовать свои творческие мечты.
После международного признания, которым в 1926 году был отмечен его «Броненосец „Потёмкин“», Эйзенштейн разочаровался в Голливуде. Вернувшись в Советский Союз, он снял свои самые крупные фильмы — «Александр Невский» и «Иван Грозный».

## Художественные достоинства
Фильм «Дом мастера» принял на вооружение многие из авторских методов самого Эйзенштейна. Это смесь вновь отснятого материала и хроники, фотографий и художественных фильмов. Организованный в хронологическом порядке, фильм особенно трогателен, когда рассказывает о последних днях Эйзенштейна, который будучи преследуемым и отчаявшимся, продолжал неистово работать.

## Съемочная группа
- Режиссёр — Марианна Киреева
- Режиссёр — Александр Искин
- Операторы — Александр Демченко, Юрий Лисин, Георг Пал, Александр Симонов, Леонид Васильев
- Продюсер — Наум Клейман
- Продюсер — Марина Труш
- Сценарист — Наум Клейман
- Композитор — Тарас Буевский
- Звукорежиссёр — Дмитрий Мазур
- Монтаж — Алексей Ребров, Ули Пешке (нем. Uli Peschke)

## Награды
- 1999 — Премия ТЭФИ в номинации «Лучший документальный фильм»

## Премьера
В США впервые показан на Международном кинофестивале в Сан-Франциско в 1998 году.